# Guri (Corea del Sud)
Guri (Guri-si; 구리시; 九里市), è una città della provincia sudcoreana del Gyeonggi.